# Esterházy Kálmán

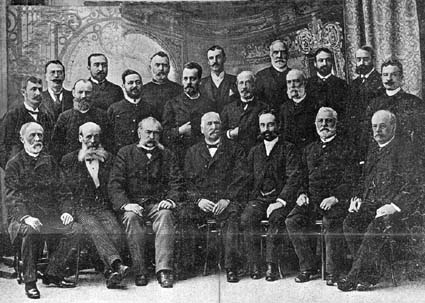
A KAC becsületbírósága 1890-ben, Kolozsvár (balról jobbra, ülnek: Albach Géza, dr. Haller Károly, Girsik János, br. Josika Lajos, br. Josika Gábor, Szigethy Miklós, Haller Rezső; állnak, első sor: gr. Lázár István, dr. Groisz Gusztáv, gr. Béldi Ákos, Concha Győző, Inczédy Sámuel, Gyarmathy Miklós, Deáky Albert; második sor: Kővári Mihály, Matskási Pál, Héczei Lajos, Varró László, gr. Esterházy Kálmán, dr. Baintner Hugó, dr. Felméri Lajos. 1890

Gróf Esterházy Kálmán  (Nagyiklód, 1830. június 7. – Kolozsvár, 1916. február 9.) politikus, országgyűlési képviselő, huszár-hadnagy, Esterházy Dénes és Haller Cecilia fia.

## Élete
Tanulmányait Kolozsváron végezte 1839 és 1848 között. 1848-ban beállt honvédnak. Több harcban részt vett, a szebeni csatában egy ágyúgolyó szétroncsolta jobb karját, melyet amputálni kellett, az ütközetekben ezért nem vehetett többé részt és érdemkereszttel tüntették ki vitézségért. A szabadságharc bukása után visszavonult, leginkább a gazdasággal és tudománnyal foglalkozott. 1865-ben mint fogarasi képviselő részt vett az utolsó kolozsvári erdélyi országgyűlésen. A kiegyezés után Kolozsvár mandátumával jött fel a pesti országgyűlésre és a Deák-párthoz csatlakozott. Jósika Lajos báró lemondása után 1871-ben Kolozs vármegye és Kolozsvár főispánja lett, majd a kolozsvári színház intendánsa. 1887-ben ismét mandátumot vállalt szabadelvű-párti programmal; megszakítás nélkül 1910-ig maradt képviselő.

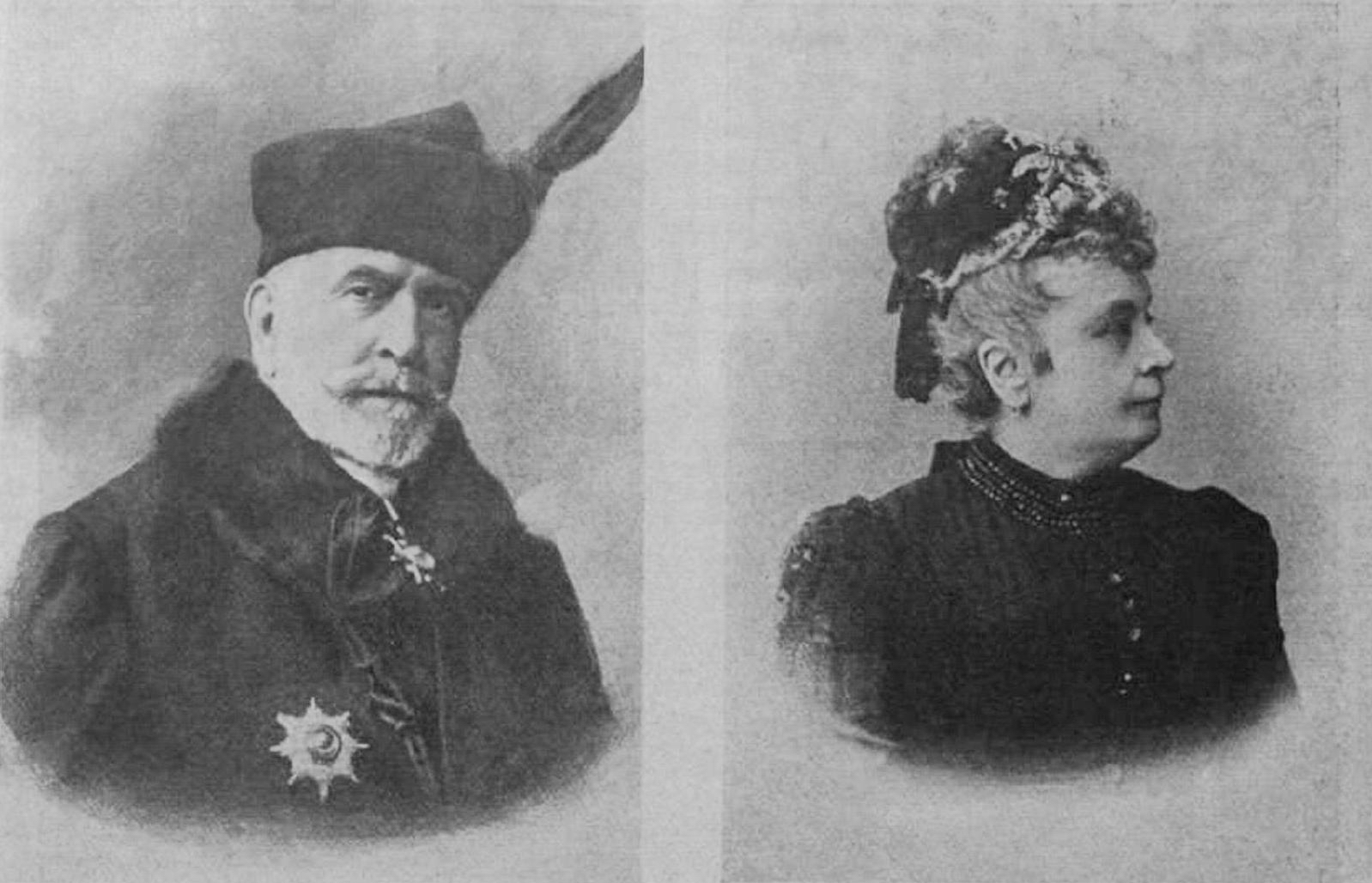
Feleségével, gr. Bethlen Paulinával 1907-ben

## Művei
- Az aranynak előjövetele a Hideg-Szamos folyó alsó völgyében 1870.
- A sztánai kimosási völgy és a kolozsvári medencze (Kolozsvári Nagy Naptárban, 1866. A sókról)
- Elnöki megnyitó beszédei az erdély múzeum-egylet közgyűlésein, az egylet kiadványaiban (1879-80.)